# Bencs Kálmán
Bencs Kálmán, teljes nevén Bencs Kálmán Endre (Nyíregyháza, 1884. szeptember 6. – Nyíregyháza, 1934. december 27.) magyar jogász, magyar királyi kormányfőtanácsos, Nyíregyháza polgármestere 1918-tól haláláig.

## Családja
Apja Bencs László, Nyíregyháza városának 1885 óta gyakorlatilag polgármester-helyettesi feladatait ellátó egyik vezetője, majd 1890. szeptember 27-től 1901-ig polgármestere, anyja Gyirászin Mária (1843–1920) voltak.
1910-ben kötött házasságot első feleségével, Csapkay Katalinnal, akitől később elvált. Második feleségét, Gaál Irént, 1924-ben vette el. Közös gyermekeik nem voltak; Bencs második feleségének előző házasságából született két fiát, Lászlót és Kálmánt adoptálta. 

## Fiatalkora
Az elemi iskolát szülővárosában végezte el, majd a nyíregyházi evangélikus főgimnáziumba íratták. Itt tanult a 7. évfolyamig, majd a szigorúságáról közismert iskola egy fegyelmi vétsége miatt elbocsátotta, s ezt az évet magántanulóként kellett elvégeznie. A 8. osztályt Rozsnyón folytatta, s itt is tett 1901-ben érettségit. A kolozsvári egyetemen 1907-ben szerzett jogi diplomát. Joggyakornoki éveit Nyíregyházán sasi Szabó László és Fráter Ernő irodájában töltötte jurátusként, majd édesapja halála után a közigazgatási pályát választotta, s 1909 júniusában a nyíregyházi városházára került ideiglenes közigazgatási gyakornokként.

## Előrehaladása a közigazgatási pályán, a Direktórium időszaka
Édesapja, Bencs László, Nyíregyháza korábbi polgármesterének 1905. évi halálát követően fokozatosan lépett előre a városigazgatás ranglétráján. 1910. április 15-től II. aljegyző egészen 1914 augusztusáig. Ezután városi aljegyző (1909–1914), majd pénzügyi tanácsossá választották (1914–1918). Balla Jenő polgármester (1915–1918) hosszas betegszabadsága miatti kiesése folytán, Oltványi Ödönnel együtt gyakorolták a valójában helyettes polgármesteri feladatkört, igaz, főként Bencs Kálmán vitte az ügyeket tovább.
1918. január 8-án, 33 éves korában – ami ekkor rekord volt a várostörténetben – megválasztották az Eger városba főjegyzőként távozó Trak Gézával, valamint Oltványi Ödönnel szemben Nyíregyháza polgármesterének. s e tisztséget rövid megszakítással 1934-ig viselte. (Utódjaként 1935-ben Szohor Pál veszi majd át hivatalát.) 
A világháború utolsó évében megtartott székfoglalójában – ami azért is különleges, mert a képviselő-testület élén elsőként tartott ilyen jellegű programbeszédet – rámutatott a várost is sújtó háborús válságra, s több célt tűzött ki (közellátási – élelmiszer, tüzelőanyag – gondok enyhítése mellett a régen húzódó városi középfokú szakiskolai képzés megteremtése stb.) Programbeszédében feladatként határozta meg a bevételek fokozása érdekében teendő radikális változásokat: a város vagyoni jövedelmezőségének növelését, a kölcsönök rendezését, a városi pénzkezelés és a számvevőség reformját, és új városi üzemek létesítését.
A hivatali gondok mellett, a várost ekkor elérő spanyol nátha-járvány őt is megtámadta, 1–2 napos visszatérésekkel folyamatosan visszaesett és csak lassú gyógyulással került vissza hivatalába, valószínűleg ekkor alakultak ki szívpanaszai.

Az őszirózsás forradalom és tanácsköztársasággal eljövő „Vörös márciust” követően, rövid időre a határ menti tanyákban volt kénytelen bujdosni, mivel visszaemlékezések szerint része volt a Szamuely Tibor elleni 1919. január 5-i merénylet megszervezésében, amelyre a belügyminiszter, Nagy Vince adott utasítást. Szohor Pál későbbi polgármester a következőt írja a város centenárium ünneplésének kiadott helytörténeti művében:  
"1919. január 5-én Szamuely László és Tibor népgyűlést tartanak a kommunista eszmék propagálására ... – Már a központi kormány is veszélyesnek látja a helyzetet s Nagy Vince belügyminiszter telefonrendeletet ad le dr. Bencs Kálmán polgármesternek: Szamuely Tibort tegyék ártalmatlanná és helyezzék a kormányt megmásíthatatlan tények elé." 
 A merényletet végül feltehetően a nemzetőrség két tagja hajtotta végre, kérdéses, hogy valóban mennyire volt ahhoz köze a polgármesternek. Az ügy zavaros háttere ellenére a Tanácsköztársaság ellenségként tekintett a polgármesterre. 1919. március 21-én éjjel megalakult Nyíregyházán a kommunista és szociáldemokrata egyesüléssel a forradalmi vezetés, a direktórium, de már március 15-én vörösbe borult a város képe. Bencs Kálmán helyére, Dr. Garay Kálmánt ültették a forradalmi tanács élére április 9-én, aki egészen az április 27-ig, a román bevonulás utánig viselte a tanácsvezetői címet, mint a Nyíregyházi direktórium vezetője, viszont tiszavirág életű címe helyett, sokkal inkább a Szamuelyek – Tibor és László – akarata teljesült, amellyel a Lenin-fiúk által képviselt vörösterrort hozták el Nyíregyházára és „gyötörték” a városlakók életét, illetve komolyabb kivizsgálás nélkül tartottak kivégzéseket. Ilyen volt a város nevezetes mártírja, Kovács István nemzetőr főhadnagynak a Pogány József népbiztos vezette vérbíróság ítélete általi kivégzése, aki a vörösterror áldozata lett április 22-én. A román megszállást követően Bencs Kálmán gyűjtést hirdetett síremlékének elkészítésére, amelyet 1929. május 29-én avattak fel. 

Bencs Kálmánt mint politikai menekültet a bokortanyákon voltak kénytelen bújtatni a Lenin-fiúk vérengzése elől és egészen a román bevonulásig ott is rejtőzött. 1919. július 17-én a Vörös Hadsereg ellentámadásának elhárítása érdekében, a román parancsnoksággal együttműködve, dr. Bencs Kálmán és Kiss Sándor rendőrkapitány vezényelte a nyíregyházi férfilakosságot földmunkákra. A „felszabadulást” követően vegyes szájízzel, de elítélően beszélt a román megszállásról is, itt kiemelte a helyi parancsnok, Frunzescu alezredes büntetéseit, amelyet a Debreceni román parancsnokság nevében vetett ki, így a várost sújtó 500.000 korona büntetés mellett, Bencs Kálmánt 15 napra felfüggesztette állásából, Kiss Sándor főkapitányt és Buday János csendőr századost pedig egyhavi fizetésük megvonásával büntette. A város feletti román uralom egészen 1920. március 19-ig tartott, addig a városi képviselő-testület üléseit is berekesztették. A szigorú rendeleteket követően a debreceni román parancsnokság Frunzescu helyére, Lazarescu ezredest küldte, akinek köszönhetően „tűrhetővé” tették Nyíregyháza lakosságának életét.
"Frunzescu lehetetlen szereplése felettes katonai hatóságának is feltűnhetett, mert hirtelen elvezényelték és helyette Lazarescu ezredest küldték Nyíregyházára, aki megértő magatartásával a megszállás hátralévő napjait tűrhetővé tette számunkra." – Bencs Kálmán 
A románok elvonulását követően 1920. március 13-án fogadta a vasútállomáson a bevonuló magyar csapatok vezetőjét, Nagy Ákos vezérőrnagyot. A várost elhagyó román csapatok 10 és fél hónapjáról a következő értékelést írta 1920-as jelentésében:
"Megszálló csapatot az őszinte hála olyan érzésével soha nem fogadtak, mint mi a román csapatokat 1919. április 27-én. A felszabadulás tudtával láttuk bevonulni az idegen csapatokat és igyekeztünk elnyomni a keserű mellékízt. Hiszen ez a diadalittas csapat nem bennünket győzött le, hanem csak Pogánynak a bandáját. Nemzetünket egy bűnszövetkezet gúzsban tartotta és a kívülről jött segítség elvágta kötelékeinket. Megtelt tehát lelkünk hálával. Mikor 10 hónapi uralom után – melyre borzongva tekintünk vissza – búcsút intettünk fölszabadítóinknak, a hála kihalt a lelkünkből. Búcsút intettünk és keblünkből a fölszabadulásnak ugyanolyan sóhaja tört elő, mint amikor a vörös brigantik eltávoztak. Búcsút intettünk a keserűségnek, kiábrándultságnak és a haragnak olyan érzésével, mely telve volt elfojtott indulattal. Úgy emlékszünk vissza a román világra, mint egy második borzalmas álomra." 

## A román megszállás utáni időszak, Nyíregyháza városának reorganizálása
Bencs hivatalába való visszakerülését követően számos feladat került napirendre, amelyek fontosak voltak a város reorganizálása és a béke konszolidálása érdekében. Az 1920. évi nemzetgyűlési képviselő-választás június 16-án lezajlott, amelyet Dvorcsák Győző pártonkívüliként nyert meg.
Polgármesteri időszakának kulturális alkotásai egyfajta helybeli mecénási szereppel ruházták fel, melyek közül kiemelkedik a városi felsőkereskedelmi iskola megvalósítása, a testnevelési oktatás megszervezése, továbbá az iskolán kívüli tanyai népművelés szükségességének szorgalmazása, az analfabéták oktatása érdekében tett erőfeszítései, a város centenáriumának (1924) kiállítással egybekötött megünneplése, a hősök szobra létesítése, új óvodák felállítása; a városképi rendezések: öntöző berendezések, közkertek, parkok és vízvezetékek, csatornák fejlesztése és létesítése – valószínűleg Szohor Pál főjegyzővel együtt a nyitrai utazásuk folyamán tanulmányozták az ottani vízvezetékeket – az utcák, terek kövezése, a Sóstó fürdő rendezése és medrének mélyítése. A városi múzeum alapjainak megteremtése is a nevéhez fűződik (eredetileg a város újabb pénzügyi palotája lett volna, később lett a város múzeuma.) Szegény gyermekek részére nyári üdülő-telepet alkotott, de létrehozott diákotthonokat is. Jelentős szerepet játszott a Nyíregyháza körüli bokortanyákat összekötő vasútvonalak kiépítésében mint igazgatósági tag, majd 1927 és 1934 között alelnöki tisztséget is viselve a feladatban. Sokat tett a város közegészségi állapotának emeléséért, szorgalmazta a csatornázást, a városmajorságok és városi istállók ügyének rendezését.
A városépítés, -fejlesztés eredményeiben is nyomott hagyott működése, így például a virágos parkosítás ekkor jelent meg először a városban, az itt elhelyezett Buchwald típusú székek, padok, illetve a sármentes utak is ekkor jelentek meg. Sóstófürdő kialakítása, a sétányok, ligetek és a jelenleg is ismert Székely kapu is ekkor épült Dienes István terve alapján 1927-ben. A nyomorenyhítés ellen az ínségmunkákra kiutalt pénzt "ikresítésre" használtatták fel, 1932-re kiépült a ma is használt /hideg/ strand és más szükséges épületek. A városszépítő programjának része szintén a Kisfaludi Strobl Zsigmond három szobrának idehozatala volt 1928-ban, a megyével együtt felállították a hősi kompozíciójú első világháborúban elesettek emlékművét, egy kisebb márványszobrot a sóstói fürdőépületnél – ma a Júlia-fürdő része -, 1930-ban a mai Benczúr téren álló „Vénusz születése” című bronzmű pedig a harmadik áthozott szobor volt, amely egykor gondozott fás-parkos kerttel rendelkezett, a szoborhoz tartozó vízesés is működött. A  Morgó parcellásítása is Debreceni példán készült, az utakat kanadai nyárfa-sorokkal szegélyezte, vastéglákból építettek, egy-egy reliefdíszítéssel ellátott hosszú kerítést az impozáns kapuval. Új középiskolák is alakultak, halálakor nyolc középiskola működött túlnyomóan egyházi kezelésben és fenntartásban.
A városi adminisztráció átszervezése is fontos eleme volt várospolitikájának, elkülönítette a városi levéltárat, központi irodát létesített. Közhivatal betöltése esetén egyedül a polgármesterek rendelkeztek többes gazdasági pozíció-betöltési szabadsággal, de ez is jellemzően kettő lehetett, ez alól egyetlen kivétel Bencs Kálmán volt, aki az 1920-as évek végére már egy bank és kilenc egyéb részvénytársaság plusz jövedelmet jelentő igazgatóságában foglalt helyet – emellett kulturális körökben és azon belül is csak díszelnöki címként több helyen szerepelt.
A helyi társadalmi életben is aktív szerepet vállalt, így például 14 évig volt az ágostai hitvallású evangélikus egyház felügyelője és egyben a Nyíregyházi Kossuth Lajos reálgimnázium kormányzótanácsának elnöke, a Bessenyei Kör és zenei szakosztálya elnöke, 1920. február 18-ától pedig a Városi Dalegylet elnöke. Díszelnöke volt a helyi Tűzoltó-Egyesületnek, valamint tagja a Turul Szövetségnek is. A tisztségek sokkal inkább karitatív és mecénás jellegű támogatásban merültek ki, mintsem aktív szerepvállalásban, mégis támogatásának köszönhetően a művészet, zene és kultúra helyben sokat gazdagodott. Az ő nevéhez köthető a Móricz Zsigmond színház felújítása, különösen az I. emelet erkélyének kialakítása.
Oroszlánrészt vállalt Nyíregyháza kulturális életének fellendítéséért, így a mai város a nevével fémjelzett Bencs Kálmán-díjjal emlékezik meg működéséről szülővárosában.

## Külföldi utazásai
1924-ben nyújtotta át számára a kormányfőtanácsosi címről szóló kitüntető okiratot a Szabolcs vármegyei főispán, Kállay Miklós – aki egykor lejjebb járó diáktársa volt a főgimnáziumban –, ekkor már az aktív politikai közélettől visszavonult, 1925-től az evangélikus egyházközösség felügyelője volt. A világháborút követő jelentős beruházások miatt társadalmi átrendeződés történt, mivel a városfejlesztés érdekében a megüresedett hivatali és szakemberi szerepek megújítása vált szükségessé, ebből pedig politikai feszültség alakult ki. Gyakran járt külföldön és országszerte tanulmányutakon, 1925-ben Budapesten vett részt a városok konferenciáján, ősszel Párizsban egy nemzetközi polgármester-találkozón. 1928 elején a Kossuth-zarándoklat tagjaként az Egyesült Államokban képviselte a megyét és a várost, részt vett a Kossuth ünnepségeken. 1929-ben Németországban és Svájcban tájékozódott a városok életéről, igazgatásuk gondjairól és az itthon is hasznosítható eredményeikről.

## A Bencs-villa
A Sóstói úti villasoron álló Bencs-villa 1925-ben épült, amely mércéül szolgált a helyi nagypolgári életstílusnak. A villák Sóstói úti sorának kialakításával eredetileg Bencs serkenteni akarta a város tehetősebb polgárait, hogy a pengő életbeléptetésével és az inflációtól megszabadulva Sóstón települjenek le városi bevételt növelve és egy elit lakókörnyéket kialakítva. A villát a mai Sóstói úttól, egészen az Ószőlő utcáig tartó szőlőbirtokokra tervezte Várallyai Sándor mérnök. A család életének meghatározó helye volt 1927-től kezdve, de miután banki kölcsönökből épült, s a nagy gazdasági világválság, valamint Bencs Kálmán 1934-es halálával a család biztos egzisztenciája megrendült, lemondtak a villa tulajdonjogáról.
A második világháborút követően először tüdőszanatórium működött az épületben, később óvodaként üzemelt. 1989-től tanszálloda és a város vendégházaként működött, végül 2017-ben teljes felújításon esett át és ma fontos kulturális eleme lett a városnak. Jelenleg kulturális intézményként üzemel.

## Halála
Az 1919-es spanyolnátha idején többszöri megbetegedés érte Bencs Kálmánt, aminek hatására szívproblémák alakultak ki nála, 1934 nyarán még megünnepelte városi tisztviselőségének 25 éves évfordulóját, de már októberben lemondta a minden évben szokásos Kálmán-napi ovációját, illetve a tűzoltók fáklyás felvonulásánál a városházi fogadás is elmaradt. Szűk családi körben töltött karácsonyt követően, 1934. december 27-én, Selyem utcai házából éppen hivatalába indult, amikor a délelőtti órákban az egykori Európa Szálló előtt összeesett – máshol félúton megbukottat írnak –, és mire az orvos a helyszínre érkezett, már csak a halálát tudta megállapítani, 50 éves korábban hunyt el. Az Északi temető családi sírjában helyezték örök nyugalomra (XVI. parcella, 1-73. sír, 166. sírbolt).